# Salmi (république de Carélie)
Pour les articles homonymes, voir Salmi.
Salmi (en carélien : Salmi, en finnois : Salmi, en russe : Са́лми) est une municipalité rurale du raïon de Pitkäranta en république de Carélie.

## Géographie
Salmi est situé à l'embouchure de la rivière Tulajoki, qui se jette dans la baie de Lunkula du Ladoga, à 36 kilomètres au sud-est de Pitkäranta.
La municipalité de Salmi a une superficie de 256 km2.
Salmi borde les municipalités de Pitkäranta au nord-est, Loimola au nord, Vieljärvi au nord-est et Vitele au sud-est, ainsi que le Ladoga au sud.. 
La majeure partie de la zone est constituée de forêts et d'eau.

## Démographie
Recensements (*) ou estimations de la population
| 2009  | 2013  | 2015  | 2019  |
| ----- | ----- | ----- | ----- |
| 3 314 | 2 826 | 2 662 | 2 440 |

| 2021  | - | - | - |
| ----- | - | - | - |
| 2 365 | - | - | - |